# ベルント・ドレハー
ベルント・ドレハー（Bernd Dreher、1966年11月2日 - ）は、ドイツの元サッカー選手、サッカー指導者。ポジションはゴールキーパー。

## 経歴
地元クラブのバイエル・レバークーゼンで下部組織からトップチームに昇格、1990年に同じバイエル傘下のバイエル・ユルディンゲンに移籍すると正GKとしてリーグ戦201試合に出場した。活躍が評価され1996年にはFCバイエルン・ミュンヘンに引き抜かれたもののオリバー・カーンの控えに留まり2003年に引退、GKコーチに就任した。しかし負傷者が続出したため2005年に選手兼任GKコーチとして現役復帰、2005年10月1日のVfLヴォルフスブルク戦と2007年5月19日の1.FSVマインツ05戦に出場し2試合とも勝利した。マインツ戦出場当時の40歳198日という年齢は現在でもブンデスリーガ史上6番目の年長記録となっている。